# Anna Kamieńska
Anna Kamieńska (ur. 12 kwietnia 1920 w Krasnymstawie, zm. 10 maja 1986 w Warszawie) – polska poetka, pisarka, tłumaczka i krytyczka literacka; autorka książek dla dzieci i młodzieży. Przekładała m.in. z rosyjskiego, bułgarskiego, białoruskiego, słowackiego, serbsko-chorwackiego, łacińskiego oraz hebrajskiego. W jej dorobku znajduje się blisko 100 książek.

## Życiorys
Urodziła się w rodzinie Tadeusza Kamieńskiego, urzędnika, i Marii Romany z Cękalskich. Ojciec umarł wcześnie, więc ciężar wychowania czterech córek spoczął na matce. Lata młodości spędziła w Lublinie, uczęszczając do szkoły powszechnej im. Marii Konopnickiej i gimnazjum (obecnie III Liceum Ogólnokształcącego im. Unii Lubelskiej). Gościła u dziadków w podlubelskim Świdniku. Przyjaźniła się z Julią Hartwig.
Pierwsze próby poetyckie podjęła w wieku około 14 lat. Debiutowała pod auspicjami Józefa Czechowicza w 1936 w „Płomyczku”, na łamach którego wydrukowane zostały jej dwa wiersze. Za jej oficjalny debiut przyjmuje się publikację w „Odrodzeniu” w 1944. Od 1937 uczyła się w Liceum Pedagogicznym w Warszawie. W czasie okupacji hitlerowskiej przebywała w Lublinie i na podlubelskich wsiach, ucząc się na tajnych kompletach. Po uzyskaniu matury w działającym konspiracyjnie liceum humanistycznym w Lublinie, prowadziła samodzielne studia polonistyczne, zdając egzaminy na tajnym Uniwersytecie Warszawskim. Po wojnie studiowała filologię klasyczną – początkowo na Katolickim Uniwersytecie Lubelskim, a następnie na Uniwersytecie Łódzkim.
Podczas pracy zawodowej związana była z tygodnikiem kulturalnym „Wieś” (w latach 1946–1953 zatrudniona w redakcji na stałe), tygodnikiem „Nowa Kultura” (w 1950–1963 członek redakcji, w 1953–1957 redaktor działu poezji), miesięcznikiem „Twórczość” (od 1968 członek redakcji). W połowie lat 50. zaczęła także pisać utwory dla dzieci i młodzieży, które początkowo drukowała m.in. w „Płomyczku” i „Świerszczyku”.
W 1948 roku wyszła za mąż za poetę i tłumacza Jana Śpiewaka, z którym miała dwóch synów: Jana Leona (1949–1988), dziennikarza („Powściągliwość i Praca”), pisarza i działacza społecznego oraz Pawła (1951–2023), socjologa. Jej wnukiem jest socjolog Jan Śpiewak. Kamieńska wspólnie z mężem tłumaczyli rosyjską poezję i dramaty oraz prowadzili liczne prace redakcyjne książek. W 1967 roku mąż zachorował na raka i zmarł 22 grudnia tego samego roku. Poetka bardzo przeżyła jego śmierć i wiele lat była w żałobie. W tym czasie przyjaźniła się z ks. Janem Twardowskim, którego poznała w połowie lat 50. Wspólnie prowadzili rozważania na temat literatury, wiary, Boga i Ewangelii. Często odwiedzali grób Jana Śpiewaka na Powązkach. W Notatniku Kamieńska wspomina: Już dziesięć lat tak chodzimy wśród grobów. Ksiądz Jan przyniósł na grób Janka pęk bzu. Zdziwiłam się, że jeszcze istnieje bez. My idziemy, odchodzimy, a kwiaty zostają takie same i noszą takie same imiona.
Ks. Twardowski odegrał niewątpliwie istotną rolę w jej zainteresowaniu religią. Kamieńska, pochłonięta sprawami wiary, nawróciła się w poszukiwaniu Boga – została tercjarką dominikańską, jeździła z wykładami do seminariów. Od roku 1975 uczestniczyła w Tygodniach Kultury Chrześcijańskiej, organizowanych w stolicy przez Komisję Episkopatu do Spraw Duszpasterstwa Ogólnego. W grudniu 1975 roku była sygnatariuszką protestu przeciwko zmianom w Konstytucji Polskiej Rzeczypospolitej Ludowej (List 59). 20 sierpnia 1980 roku podpisała apel 64 uczonych, pisarzy i publicystów do władz komunistycznych o podjęcie dialogu ze strajkującymi robotnikami.
W latach 70. odżyły jej związki z Lubelszczyzną. Odwiedzała rodzinę (mieszkające w Lublinie i Świdniku dwie siostry) i zaprzyjaźnionych literatów (m.in. poetę Wacława Gralewskiego i pisarza Józefa Ziębę).
W 1980 ksiądz Jan Twardowski zadedykował jej swój słynny wiersz „Śpieszmy się”. Poetka zdążyła jeszcze na ten wiersz odpowiedzieć tekstem Puste miejsca. Uroczystości pogrzebowe celebrował prymas Józef Glemp, który wyraził się o niej: „Prorokini Anna”. W swoim Notatniku zapisała: „Proszę o taki nekrolog: Z radością przyjęła śmierć. Prosi bliskich o przyjęcie jej śmierci z radością.”
Zmarła 10 maja 1986 roku w Warszawie, pochowana na cmentarzu Powązkowskim (kwatera 96-3-29).

## Twórczość

### Zbiory poezji
- Wychowanie (KiW 1949)
- O szczęściu (Czytelnik 1952)
- Bicie serca (Czytelnik 1954)
- Pod chmurami (Czytelnik 1957)
- Poezje wybrane (Czytelnik 1959)
- W oku ptaka (PIW 1960)
- Źródła (PIW 1962)
- Rzeczy nietrwałe (Czytelnik 1963)
- Odwołanie mitu (PIW 1967)
- Biały rękopis (Czytelnik 1970)
- Wygnanie (PIW 1970)
- Poezje wybrane (LSW 1971)
- Herody (LSW 1972)
- Poezje wybrane (Czytelnik 1973)
- Drugie szczęście Hioba (PIW 1974)
- Milczenia (WL 1979)
- Rękopis znaleziony we śnie • Wiersze z lat 1973–1975 (Czytelnik 1978)
- Wiersze jednej nocy (LSW 1981)
- Anna Kamieńska • Wybór wierszy (Czytelnik 1982)
- Raptularz wojenny (b.w. 1982)
- Pierwszy śnieg • Świadkowie (Correspondance des Art 1983)
- W pół słowa • Wiersze z lat 1970–1980 (Czytelnik 1983)
- Dwie ciemności • Wybór poezji (W drodze 1984)
- Przyjdź Królestwo (b.w. 1984)
- Nowe imię (Epideixis 1987)
- Milczenia i psalmy najmniejsze (WL 1988)
- Nie tylko o Sandomierzu (Oficyna Jędrzejowska 1990)
- Pisz o kamieniu (PAX 1995)
- Inne miejsca (W drodze 1996)
- Jasność w środku nocy (PIW 2001)
- Wiersze przemilczane (Wydawnictwo KUL 2008)

### Opowiadania, powieści, refleksje
- Czasy małego szczęścia (Wydawnictwo Łódzkie 1963)
- Rozmowy z profesorem Daleczko (Wydawnictwo Łódzkie 1969)
- Notatnik (W drodze – cz. 1:1965–1972, 1982 – cz. 2: 1973–1979, 1987)
- Deszczowe lato (PIW 1979)
- Mały notatnik (Oficyna 4K 2002)

### Wiersze, opowiadania i powieści dla dzieci
- Słoneczny lizak (wiersze) (Czytelnik 1960)
- Zajęczy pałac (wiersze) (Czytelnik 1962)
- Pod jabłonią (wiersze) (Ruch 1966)
- Dębowa kołyska (wiersze) (Ruch 1967)
- Samowarek mojego dziadka (opowieść) (NK 1967)
- W Nieparyżu i gdzie indziej (powieść) (NK 1967)
- Rozalka Olaboga (powieść) (NK 1968)
- Są takie wyspy (powieść) (NK 1970)
- W królestwie Plastelinii (wiersze) (Ruch 1970)
- Żołnierze i żołnierzyki (powieść) (NK 1971)
- Jaworowi ludzie (wiersze) (Ruch 1973)
- Wielkie małe rzeczy (opowieść) (Czytelnik 1974)
- Sześciopiętrowy dzień (opowieść) (KAW 1975)
- Świat się ciągle zaczyna (opowieść) (Czytelnik 1975)
- Marianna (opowieść) (Czytelnik 1980)
- Dom w domu (opowieść) (NK 1982)
- Wiersze dla dzieci (Siedmiogród 2000)

### Eseje i felietony o poezji
- Pragnąca literatura (LSW 1964)
- Jeden z grzechów pięknych (Wydawnictwo Lubelskie 1967)

### Książki o tematyce religijnej
- Twarze Księgi (szkice o Biblii) (PAX 1982)
- Ojcze nasz (komentarz dla dzieci do modlitwy „Ojcze nasz”) (W drodze 1983)
- Książka nad książkami (opowieści dla dzieci o Starym Testamencie) (NK 1985)
- Na progu słowa (szkice) (W drodze 1985)
- 8 x radość, czyli o ośmiu błogosławieństwach kazania na Górze (rozważania religijne dla dzieci) (W drodze 1985)
- Wszystko jest w Psalmach (opowieści dla dzieci o Psalmach Dawidowych) (W drodze 1990)

### Przekłady
- Piołunowe ziele (wybór rosyjskiej liryki ludowej) (PIW 1961)
- Vítězslav Nezval, Rzeczy, kwiaty, zwierzęta i ludzie (NK 1965)
- Perły i kamienie (wybór serbsko-chorwackiej poezji ludowej) (PIW 1966)
- Dora Gabe, W naszych oczach (opowieści dla dzieci) (NK 1967)
- Owidiusz, Przemiany (NK 1969)
- Borys Apriłow, Przygody Liska na morzu (Wydawnictwo Morskie 1971)
- Dora Gabe, Poczekaj, słońce (PIW 1972)
- Jan Dantyszek, Pieśni (Wydawnictwo Pojezierze 1973)
- Władimir Prichodźko, Szedł Antoszka (wiersze) (NK 1976)
- Stanisław Hozjusz, Poezje (Wydawnictwo Pojezierze 1980)
- Atanas Dałczew, Poezja (PIW 1981)
- Tomasz z Kempis, O naśladowaniu Chrystusa (PAX 1981)
- Ivan Krasko, Nox et solitudo (wiersze) (Wydawnictwo Śląsk 1982)
- Do źródeł (psalmy i inne przekłady poetyckie) (W drodze 1988)
- Z mądrości Talmudu (PIW 1988)

#### Przekłady wraz z Janem Śpiewakiem
- Maksim Gorki, Dzieci słońca (dramat) (PIW 1952)
- Leonid Leonow, Zwykły człowiek (komedia) („Literatura Radziecka” nr 51, s. 5–58, 1969)
- Maksim Gorki, Na dnie (dramat) (PIW 1951)
- Leonid Leonow, Dyrektor Morza Kaspijskiego (komedia) (Wyst. Świdnica 1951)
- Maksim Gorki, Barbarzyńcy • Sceny z miasta powiatowego (dramat) (PIW 1952)
- Oj, lesie, lesie zielony (wybór bułgarskich pieśni ludowych) (PIW 1956)
- Teodor Tiutczew, Poezje (PIW 1957)
- Czeska i słowacka pieśń ludowa (Wydawnictwo Ossolineum 1960)
- Welimir Chlebnikow, Poezje (PIW 1966)
- Welimir Chlebnikow, Włamanie do wszechświata (poezja i proza) (WL 1972)

### Opracowania redakcyjne
- Maria Konopnicka, Poezje i nowele (KiW 1951)
- Maria Konopnicka, Wybór nowel (KiW 1951)
- Wspomnienia o K.I. Gałczyńskim (Czytelnik 1961)
- Maria Konopnicka, Wiersze wybrane (PIW 1965)
- Ziemia gorąca • Antologia współczesnej poezji bułgarskiej (LSW 1968)
- Malowanie w przestrzeni • Almanach poetów Ziemi Koszalińskiej (Wydawnictwo Poznańskie 1970)
- Poeta ziemi rodzinnej (zbiór wspomnień i esejów o Stanisławie Piętaku) (LSW 1970)
- Od Czarnolasu • Najpiękniejsze wiersze polskie (Iskry 1971)
- Od Leśmiana • Najpiękniejsze wiersze polskie (Iskry 1974)
- Złote litery • Antologia poezji polskiej (Ruch 1974)
- Horoskop • Pamiętnik ze współczesnej poezji polskiej (KAW 1975)

## Ordery i odznaczenia
- Krzyż Kawalerski Orderu Odrodzenia Polski (1968)
- Złoty Krzyż Zasługi (11 lipca 1955)[13]
- Order Cyryla i Metodego I klasy (Bułgaria, 1966)

## Nagrody
- 1955: wyróżnienie Podkomitetu Literatury i Sztuki Nagrody Państwowej za tom poezji Bicie serca[14]
- 1973: Nagroda polskiego PEN Clubu (za twórczość przekładową)
- 1980: Nagroda im. św. Brata Alberta (za twórczość poetycką)
- 1981: Nagroda Prezesa Rady Ministrów (za twórczość dla dzieci i młodzieży)
- 1981: Nagroda im. Włodzimierza Pietrzaka (przede wszystkim za przekład O naśladowaniu Chrystusa)

## Kamieńska we wspomnieniach
- Julia Hartwig wspomina nastoletnią Annę Kamieńską[3]:

(...) Była duszą zbuntowaną, poszukującą. Trapiło ją wiele kompleksów, głęboko przeżywała wszystko, co uważała za krzywdę. Ludzie najczęściej nic sobie nie robią z poczucia, że coś jest nie tak, a Anna z wieloma rzeczami nie potrafiła się pogodzić. Nie akceptowała też własnej urody. (...) Miała charakter wyznawczy. Musiała w coś wierzyć, i to do końca. I jeśli coś jej stawało na drodze, cierpiała. (...) Ta cecha charakteru dawała zresztą o sobie znać przez całe jej życie.
- Ks. Jan Twardowski wspomina[5]:

I przed nawróceniem, i po nawróceniu Anna była mądrym człowiekiem. Poszukując Boga, bardzo wiele wymagała od siebie. (...) Ta przemiana, dogłębna i wszechstronna, nie mogła ominąć jej twórczości. Słowa służyły już nie tylko zapisywaniu dzień po dniu cierpienia, ale i były próbą pokonywania rozpaczy. Anna inaczej teraz pojmowała zadania sztuki. Nie pragnęła powiększać swojego dorobku o nowe wiersze. Wiedziała bowiem, że żaden wiersz nie jest w stanie oddać prawdy ludzkich doświadczeń. Sięgała jednak po pióro, by nazwać swój niepokój i wyrazić z trudem odnajdywaną nadzieję. Każde wypowiedziane słowo miało swoją wagę, zawierał się w nim ogromny trud człowieka poszukującego sensu.

## Audioteka

### Płyta gramofonowa
- Anna Kamieńska • Wiersze wybrane (Polskie Nagrania „Muza” N-0269) (autorka czyta swoje wiersze: „De natura”, „Po drugiej stronie góry”, „Wiatr”, „Zaśnij w kropli bursztynowej”, „Powietrze”, „Propozycje w czas trwogi”, „Muzy”, „Żywioły”, „Dokąd odbiegacie zbrojne trzciny”, „Jeszcze nie jesteś podobny”, „Świątek”, „Śmierć drzewa”, „Rzeźba”)[15]

### Audycje radiowe
- Lublin słowem malowany – Lublin z 1944 wspominają: Stefania Grodzieńska, Zofia Bystrzycka, Jan Huszcza, Anna Kamieńska (Radio Lublin, Barbara Jurkiewicz, Krystyna Kotowicz, 1974)[16]
- Powrót do źródeł – Dzieciństwo, młodość i debiut poetki i tłumaczki Anny Kamieńskiej (Radio Lublin, Maria Brzezińska, 1981)[17]

## Konkursy im. Anny Kamieńskiej
- Od 1968 roku w Świdwinie na Pomorzu co roku odbywa się Ogólnopolski Konkurs Poetycki im. Jana Śpiewaka i od roku 2005 także Anny Kamieńskiej, jeden z najstarszych konkursów w Polsce.
- Od 1995 r. Krasnostawski Dom Kultury corocznie organizuje Konkurs im. Anny Kamieńskiej na najlepszą książkę poetycką Lubelszczyzny[18].